# Tour de Madeloc
Die Tour de Madeloc oder Tour Madeloc ist ein mittelalterlicher Wachturm im Hinterland der Côte Vermeille im Département Pyrénées-Orientales in der alten Kulturlandschaft des Roussillon.

## Lage

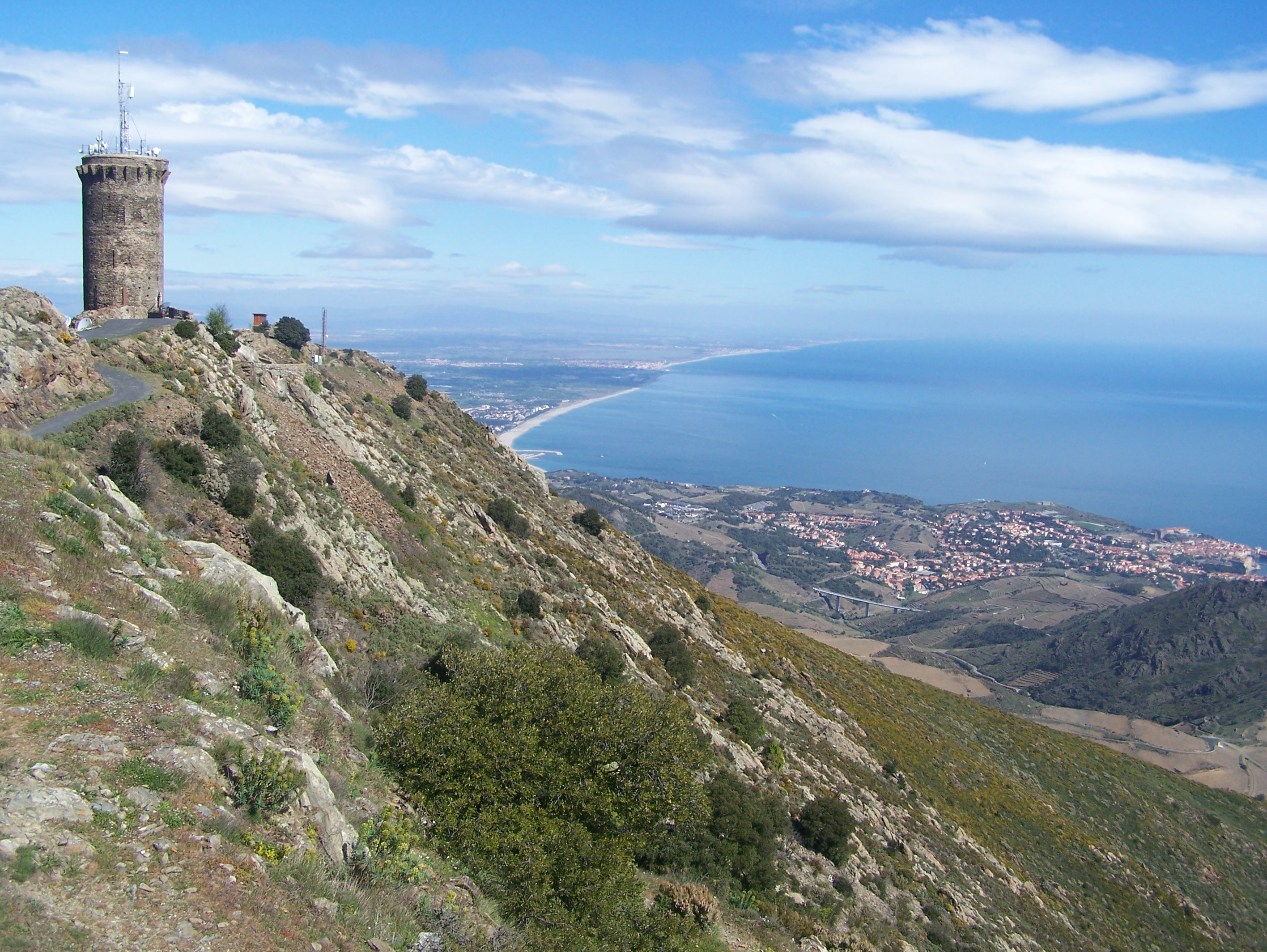
Tour Madeloc

Die Tour Madeloc befindet sich auf einer 670 m hohen Bergspitze im Hinterland von Banyuls-sur-Mer; von ihr aus hat man bei klarer Sicht einen Blick über weite Teile der Küstenlinie des Golfe du Lion bis hin nach Narbonne. Nur etwa vier Kilometer weiter nordwestlich befindet sich ein weiterer Wachturm aus derselben Zeit – die Tour de la Massane.

## Geschichte
Der Turm wurde im ausgehenden 13. Jahrhundert vom mallorquinischen König Jaume II. als Wachturm und zur Sicherung der Küste erbaut. Mit dem Pyrenäenfrieden des Jahres 1659 verlor er jede strategische Bedeutung. Bereits in der ersten Hälfte des 20. Jahrhunderts wurde er als Standort einer Funkrelaisstation genutzt.

## Architektur
Der aus nur wenig behauenen Bruchsteinen gemauerte Rundturm ist fensterlos; die Treppen und Räume in seinem Inneren werden nur durch schießschartenähnliche Schlitze belichtet. Sein oberer Rand ist umgeben von zahlreichen auskragenden Konsolen, die ehemals einen hölzernen Wehrgang trugen.